# Andorinha (Bahia)
Andorinha é um município brasileiro do estado da Bahia localizado no centro norte da Bahia, no Território Piemonte Norte do Itapicuru, distante em cerca de 430 quilômetros da capital Salvador. Sua população estimada em 2022 era de 15 011, de acordo com o Instituto Brasileiro de Geografia e Estatística (IBGE).

## História
Com ocupação humana anterior à colonização portuguesa, as terras que compõem o município de Andorinha sofreram o esvaziamento populacional causado pelos aldeamentos indígenas implantados por missões religiosas no sertão baiano durante o período colonial, com destaque para a Missão do Sahy, que deu origem à Vila Nova da Rainha, povoação que deu origem à Senhor do Bonfim. Enquanto isso, as terras deste município foram incorporadas a sesmarias doadas pelas autoridades do Brasil Colônia.
As origens da ocupação contemporânea do território que viria a formar o município andorinhense se deram a partir do momento em que no ano de 1885 houve a instalação da família de João Alves de Araújo na região, quando este núcleo familiar estabeleceu uma fazenda em frente a um rochedo branco denominado de "Morro das Andorinhas", toponímia que representava uma característica ecológica existente no local, em que aquele acidente geográfico servia de pouso para andorinhas. Com o tempo, a citada fazenda se converteu em um ponto de encontro de tropeiros, vaqueiros e viajantes. Em torno desse estabelecimento rural acabou se formando um pequeno povoado e, posteriormente, com a inauguração de uma estrada com destino à cidade de Senhor do Bonfim, ocorreu um crescimento da população dessa povoação.
As terras e população que viriam a compor o município de Andorinha sofreu uma mudança significativa na primeira metade da década de 1970, com a instalação na região da Companhia de Ferro e Ligas da Bahia (FERBASA), empresa que iniciou suas atividades de extração e exploração mineral na mina de Ipuera, ações que eram voltadas para a produção do minério de cromo em 1973 por meio de lavra a céu aberto, e, posteriormente, através de métodos subterrâneos.
Em 1983, o Departamento Nacional de Obras Contra as Secas (DNOCS) começou as obras de construção de um açude com o objetivo de oferecer uma infra-estrutura hídrica para combater a estiagem na região. Esta obra pública que recebeu o nome de Açude de Andorinha 2 foi concluída e inaugurada em 1984 contribuindo para amenizar os problemas da seca que afetavam a população local.
Como reflexo da dinâmica socioeconômica oportunizada pelo extrativismo mineral efetuado pela FERBASA, no final da década de 1980 houve um acontecimento histórico decisivo para a região com a emancipação política do município de Andorinha por meio da Lei estadual nº 5.026, de 13 de Junho 1989, que estabeleceu o desmembramento desta unidade federativa do município de Senhor do Bonfim. Com a emancipação, foram criados 2 (dois) distritos: Sítio da Baraúna e Tanquinho do Poço. No mesmo ano, no dia 15 de novembro de 1989, ocorreu a primeira eleição municipal de Andorinha, em que foi eleito o prefeito Carlos Humberto de Miranda Pereira Melo, o primeiro chefe do Executivo municipal andorinhense, tendo sido eleito José Rodrigues Guimarães Filho ("Zé Branco") como vice-prefeito.